# NGC 225
NGC 225 este un roi deschis  situat în constelația Cassiopeia. A fost descoperit în 27 septembrie 1783 de către Caroline Herschel. De asemenea, a fost observat încă o dată în 26 noiembrie 1788 de către William Herschel și în 27 octombrie 1829 de către John Herschel.